# Isuerre
Isuerre es un municipio y población de España, de la Comarca de las Cinco Villas, perteneciente al partido judicial de Ejea de los Caballeros al noroeste de la provincia de Zaragoza, comunidad autónoma de Aragón, a 139 km de Zaragoza. Tiene un área de 20,05 km² con una población de 31 habitantes (INE 2018) y una densidad de 1,55 hab/km². El código postal es 50687.
Dista por carretera unos 138 km de Zaragoza, unos 70 km de Ejea de los Caballeros, unos 19 km de Sos del Rey Católico, 107 de Huesca, a 67 km de Jaca, a 27 km de Sangüesa y 73 km de Pamplona.

## Geografía

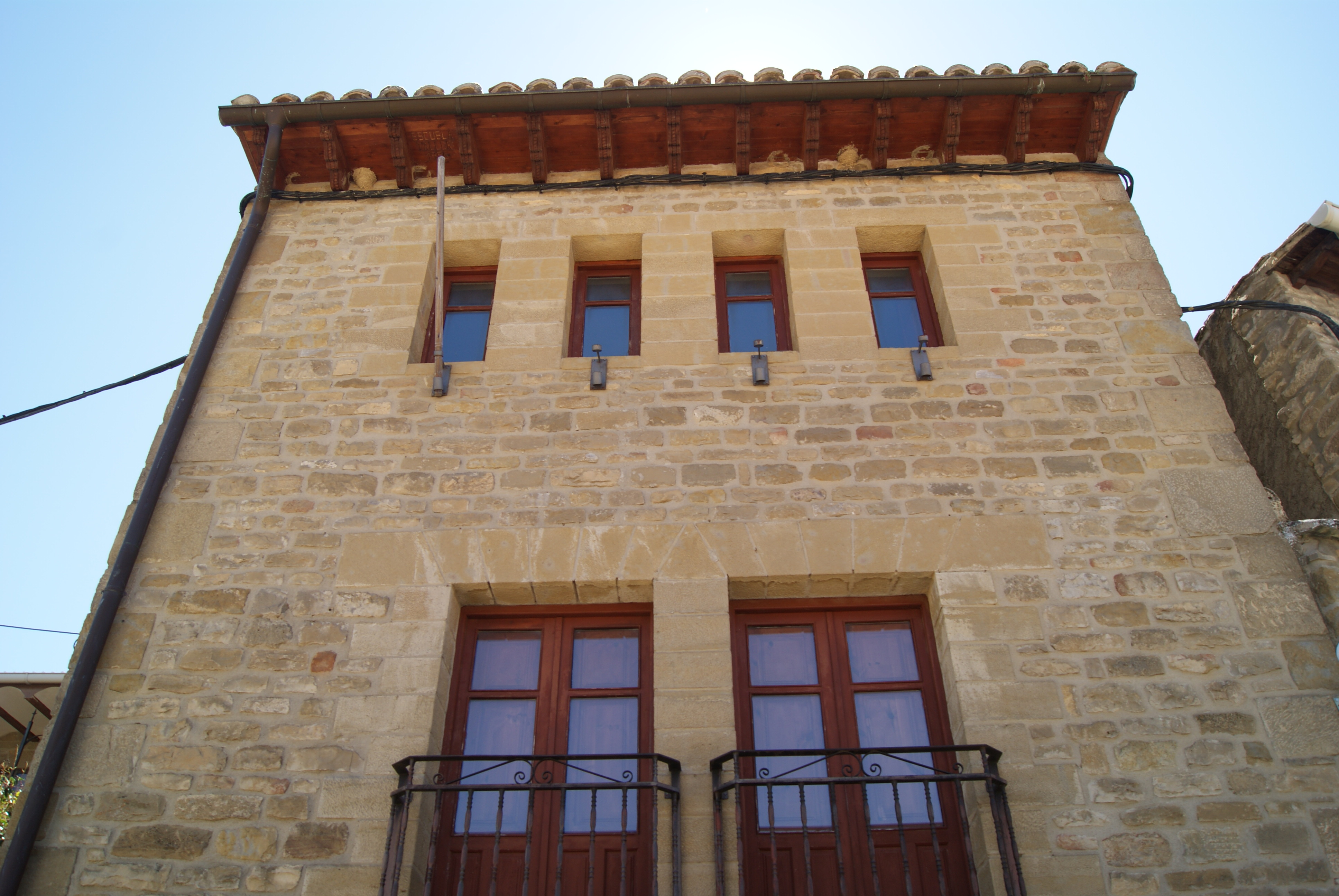
Ayuntamiento de Isuerre

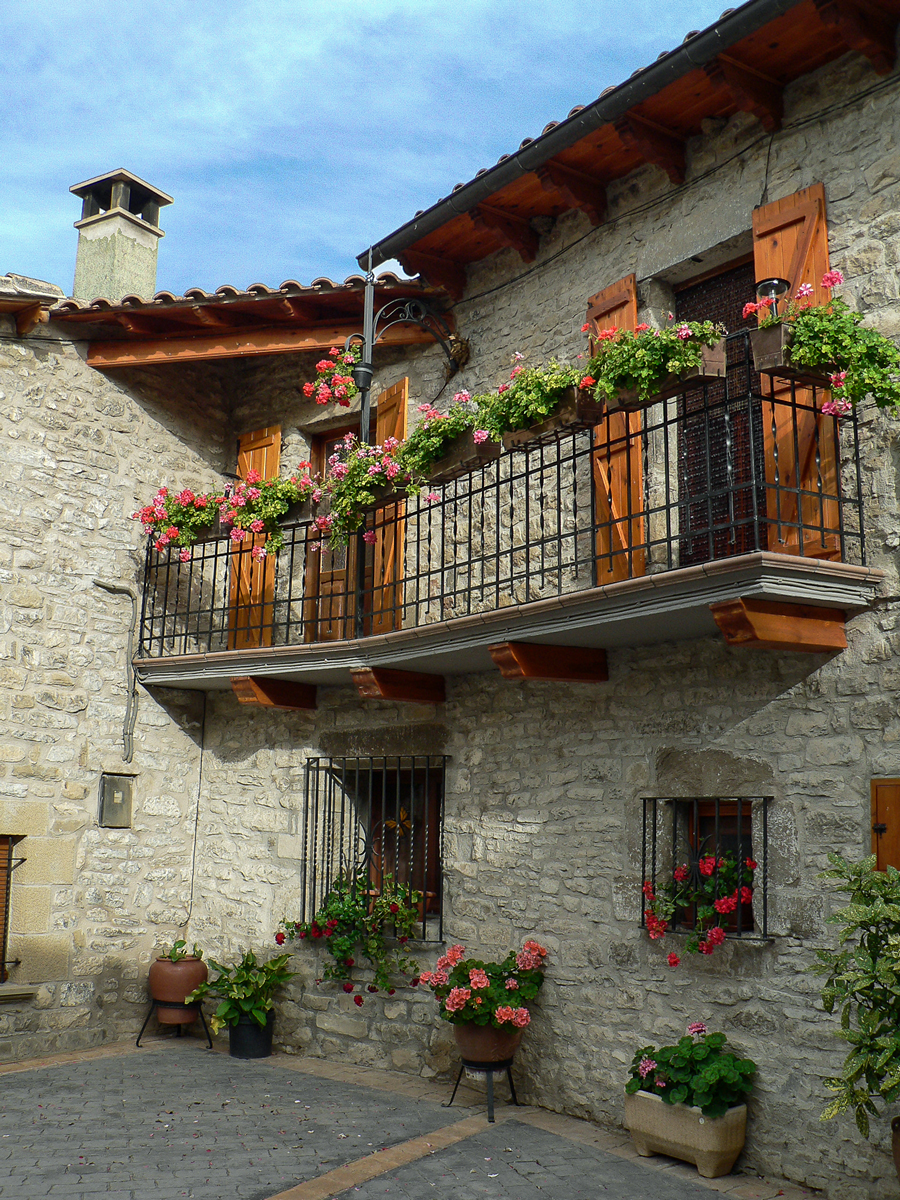
Casas de la población

Su término municipal limita al norte con Los Pintanos, al este con Lobera de Onsella, al sur con Uncastillo y Petilla de Aragón (un enclave de Navarra en el territorio aragonés), y al oeste con Urriés.
Está atravesado de este a oeste por el río Onsella, que nace en la cercana sierra de Santo Domingo.

## Demografía
Isuerre cuenta con una población de 30 habitantes (INE 2024).
| Gráfica de evolución demográfica de Isuerre entre 1842 y 2021                                                       |
| |
| Población de derecho según los censos de población del INE Población de hecho según los censos de población del INE |

## Administración y política

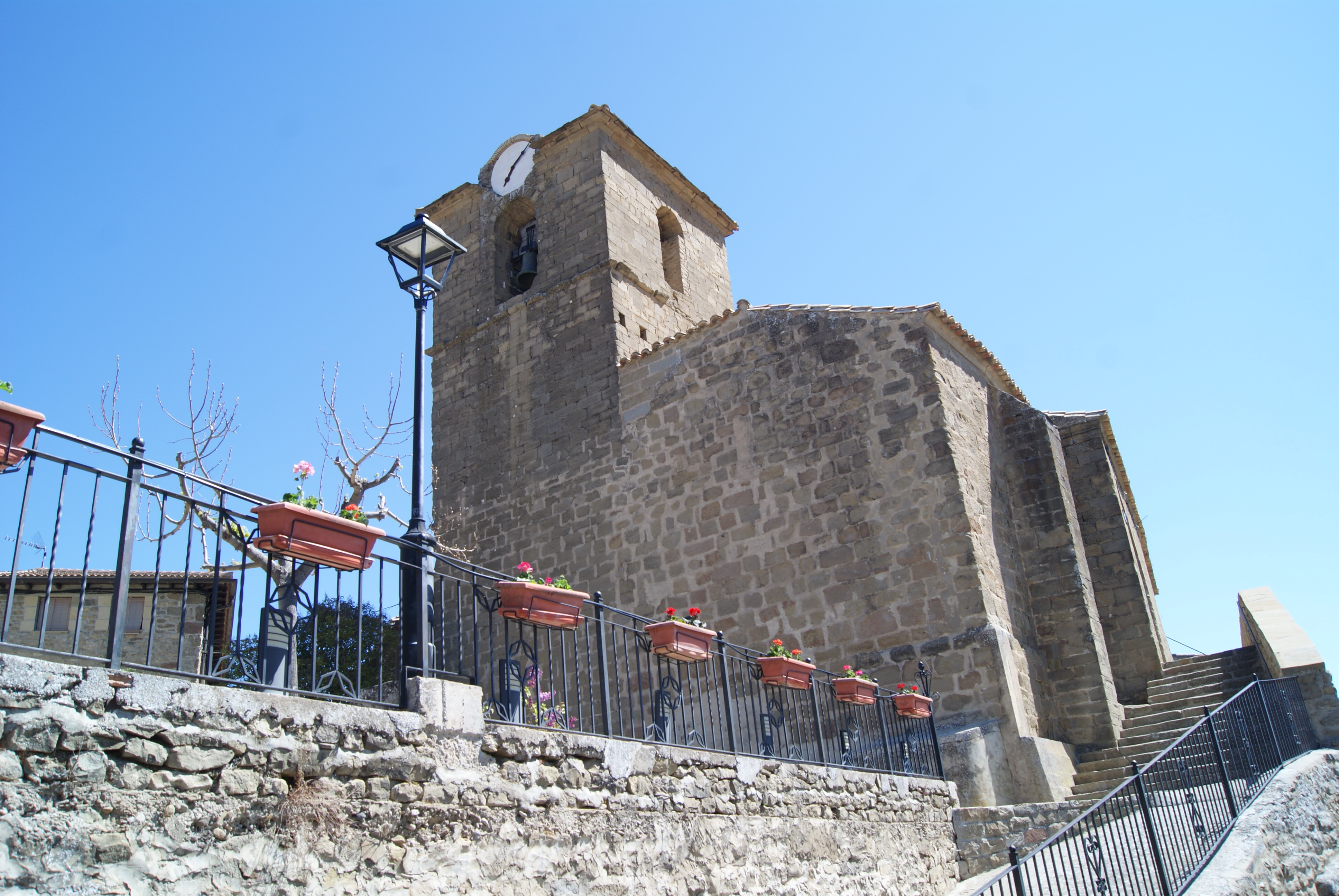
Iglesia de San Esteban

| Período   | Alcalde                      | Partido |  |
| --------- | ---------------------------- | ------- |  |
| 1979-1983 | José María Artieda Zalba     | UCD     |  |
| 1983-1987 |                              |         |  |
| 1987-1991 |                              |         |  |
| 1991-1995 |                              |         |  |
| 1995-1999 |                              |         |  |
| 1999-2003 |                              |         |  |
| 2003-2007 |                              |         |  |
| 2007-2011 |                              |         |  |
| 2011-2015 | Victor Antonio Artieda Zalba | PSOE    |  |
| 2015-2019 | José Ignacio Marco Mayayo    | PSOE    |  |
| 2019-2023 | José Ignacio Marco Mayayo    | PSOE    |  |
| 2023-     | Luis Javier Egea Bezunartea  | CHA     |  |

| Partido político    | Partido político                                   | 2003   | 2007   | 2011   | 2015   |
| Partido político    | Partido político                                   | Ediles | Ediles | Ediles | Ediles |
|                     | Partido de los Socialistas de Aragón (PSOE-Aragón) | —      | 1      | 1      | 1      |
|                     | Partido Popular de Aragón (PP)                     | 1      | —      | —      | —      |
|                     | Partido Aragonés (PAR)                             | —      | —      | —      | —      |
| Total de concejales | Total de concejales                                | 1      | 1      | 1      | 1      |

## Cultura

### Monumentos y lugares de interés
- La iglesia de San Esteban, siglo XIII, de estilo románico.
- Gran parte de la arquitectura del municipio, que tiene características medievales. Conserva sobrias y solariegas casonas del siglo XVII, como la antigua Casa Orcada, con su portada adintelada y enigmáticos emblemas en la fachada.
- Vistas panorámicas: balcón sobre el que admirar el valle del río Onsella.
- "Río Onsella", con gran riqueza botánica y faunística, declarado Lugar de Importancia Comunitaria ES2430063. [7]
- Junto a la "Sierra de Santo Domingo y Caballera": declarada Lugar de Importancia Comunitaria ES2410064 y Paisaje Protegido por el Gobierno de Aragón. [8]
- Las sierras y este río configuran la ZEPA (Zona de Especial Protección para las Aves) ES0000287 "Sierras de Santo Domingo y Caballera y río Onsella[9]

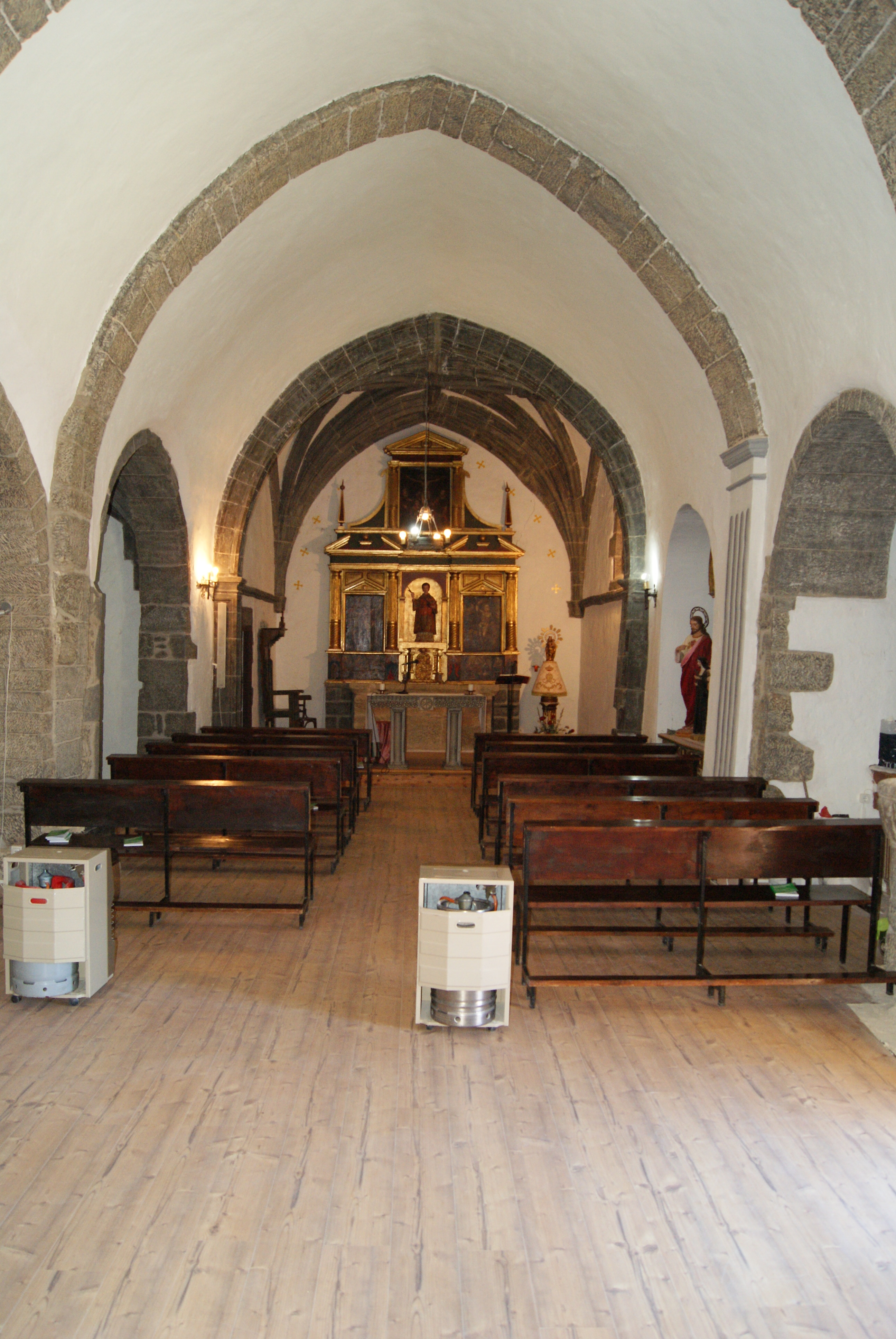
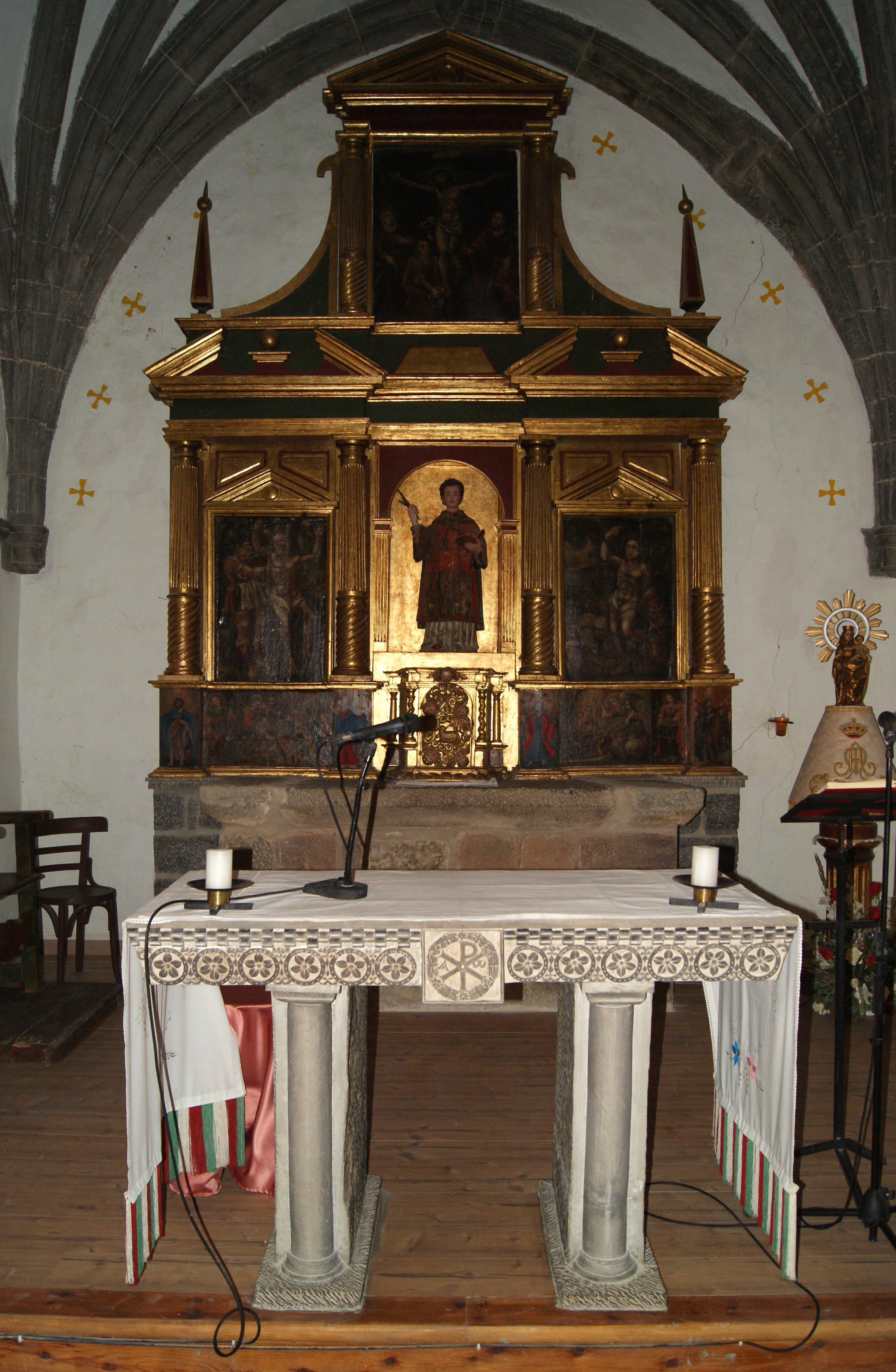
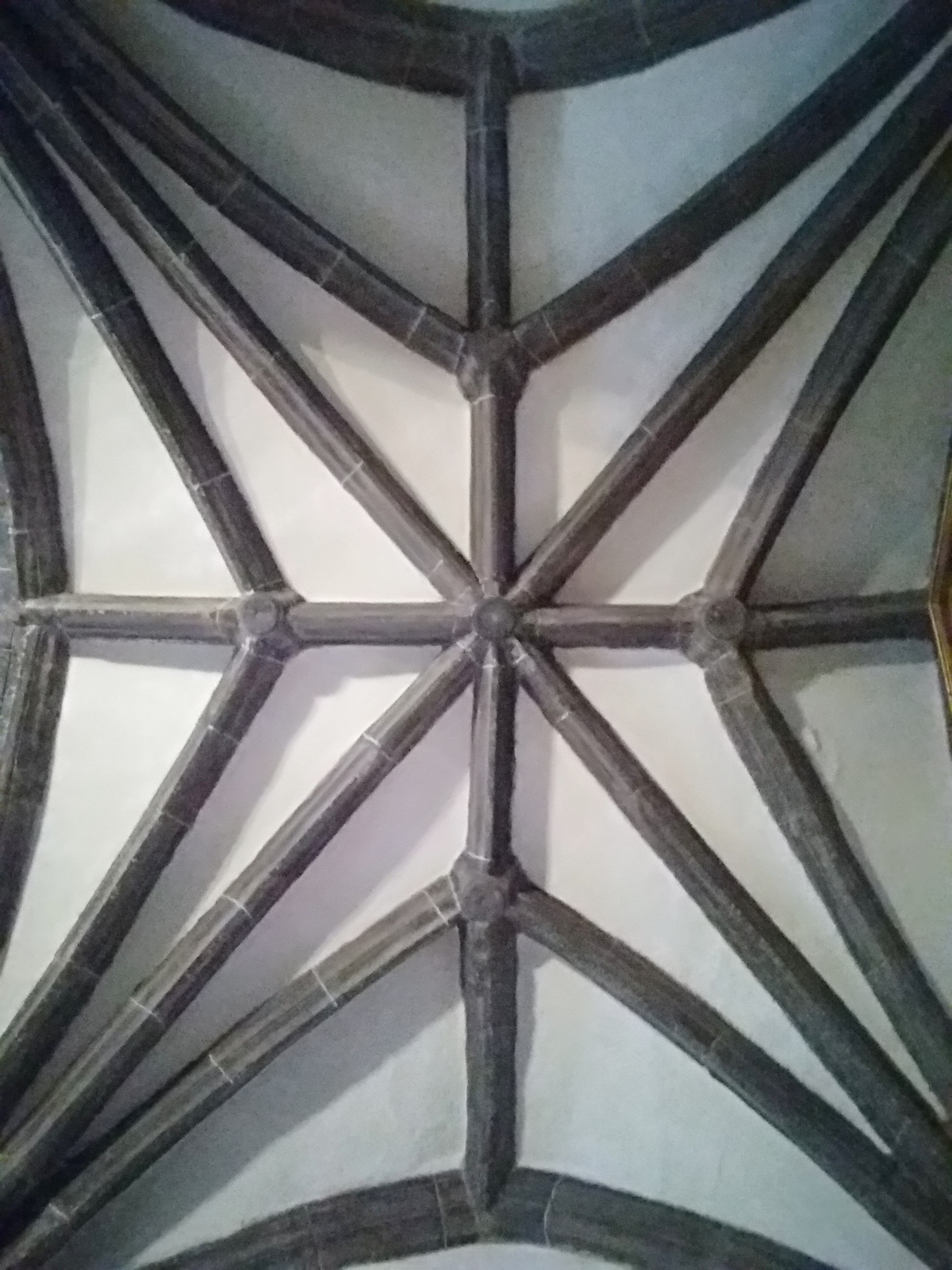
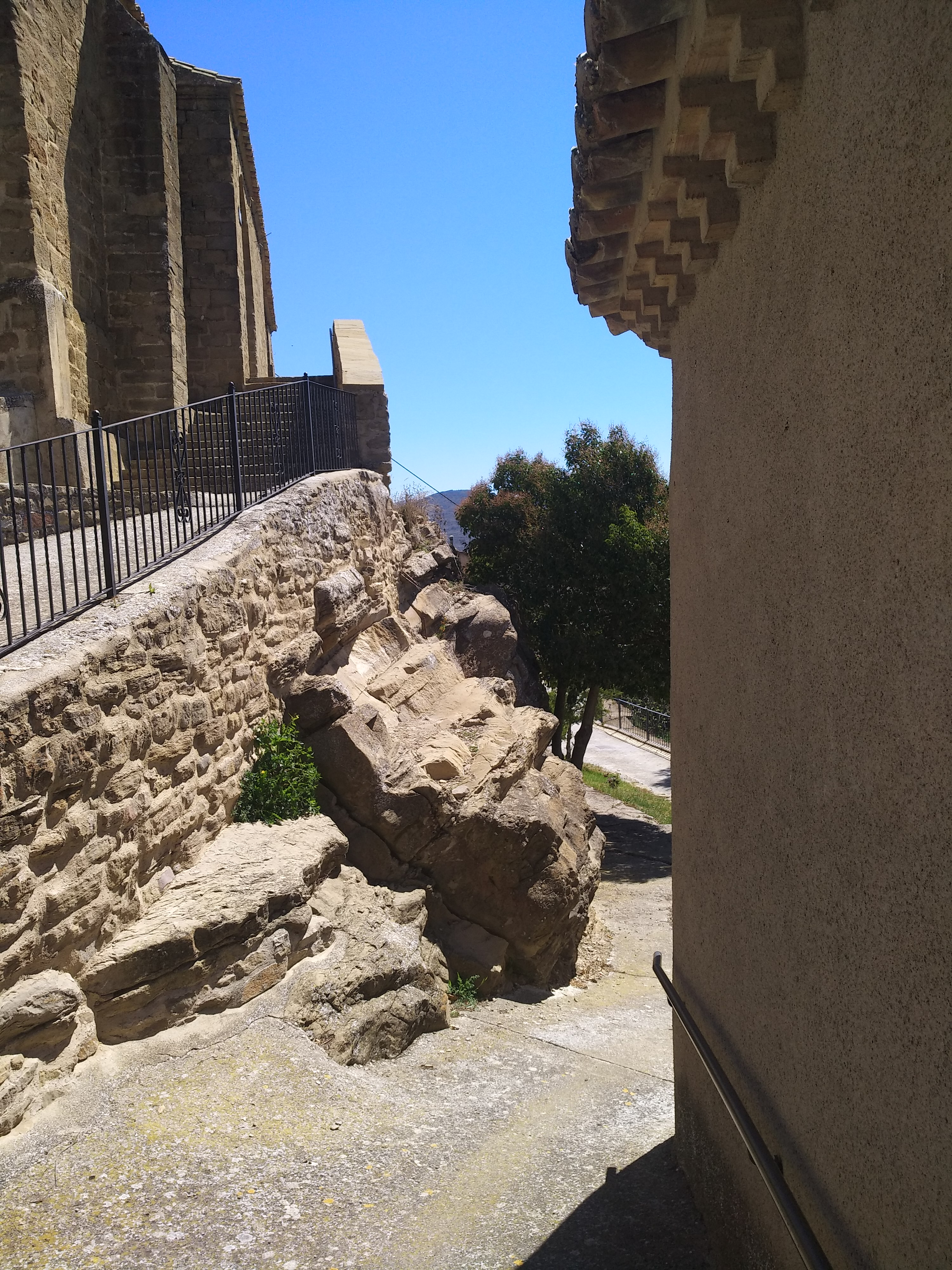
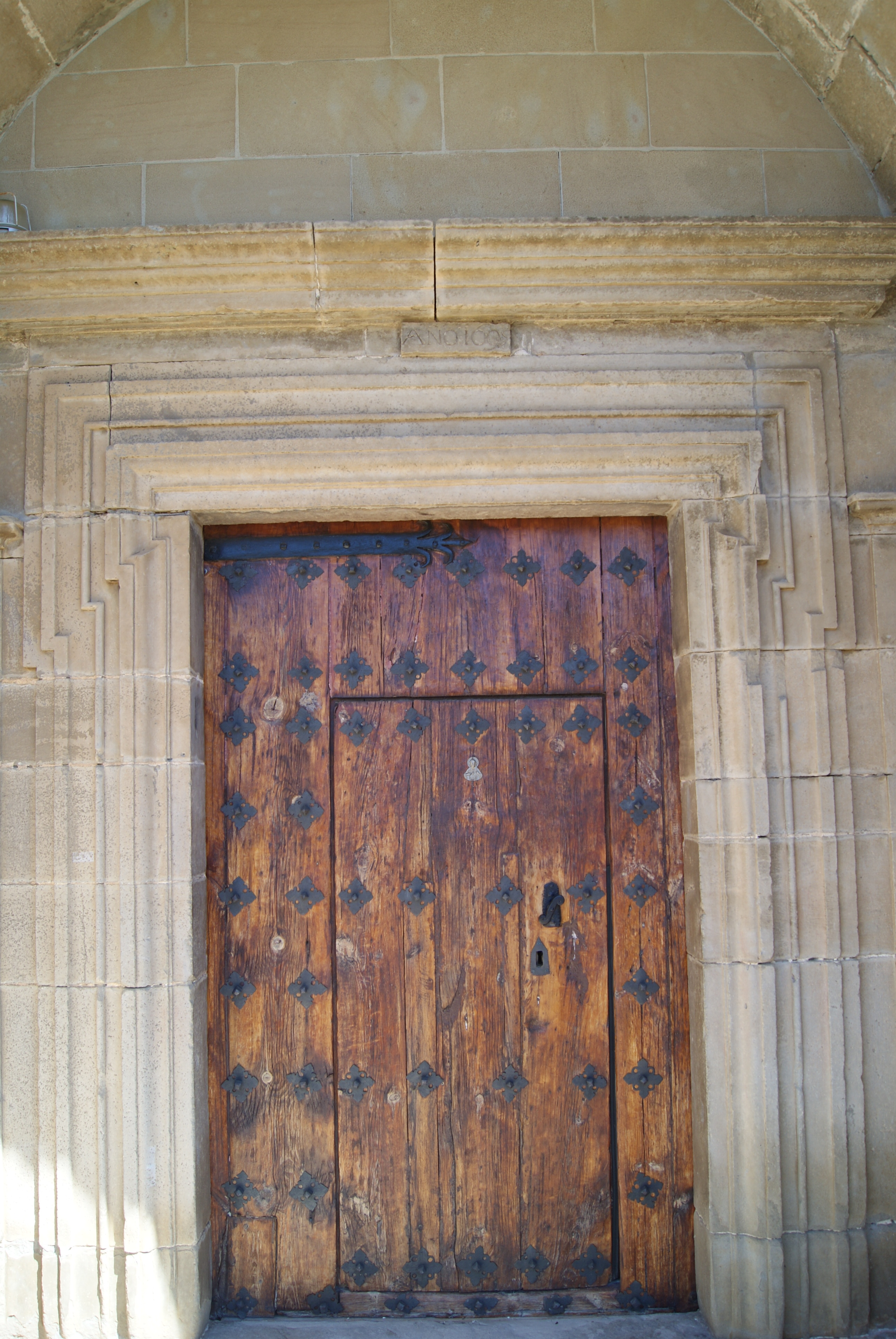
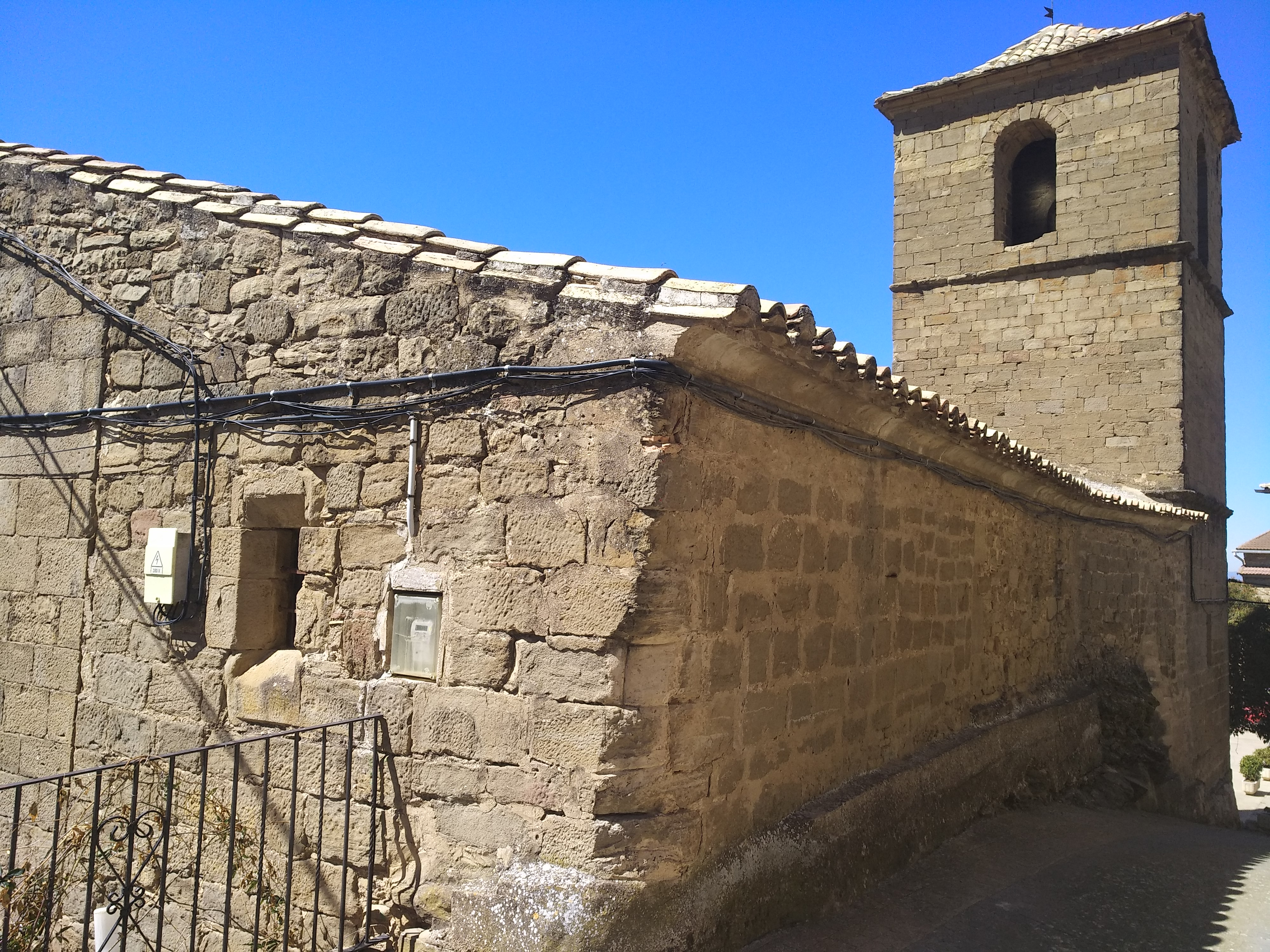
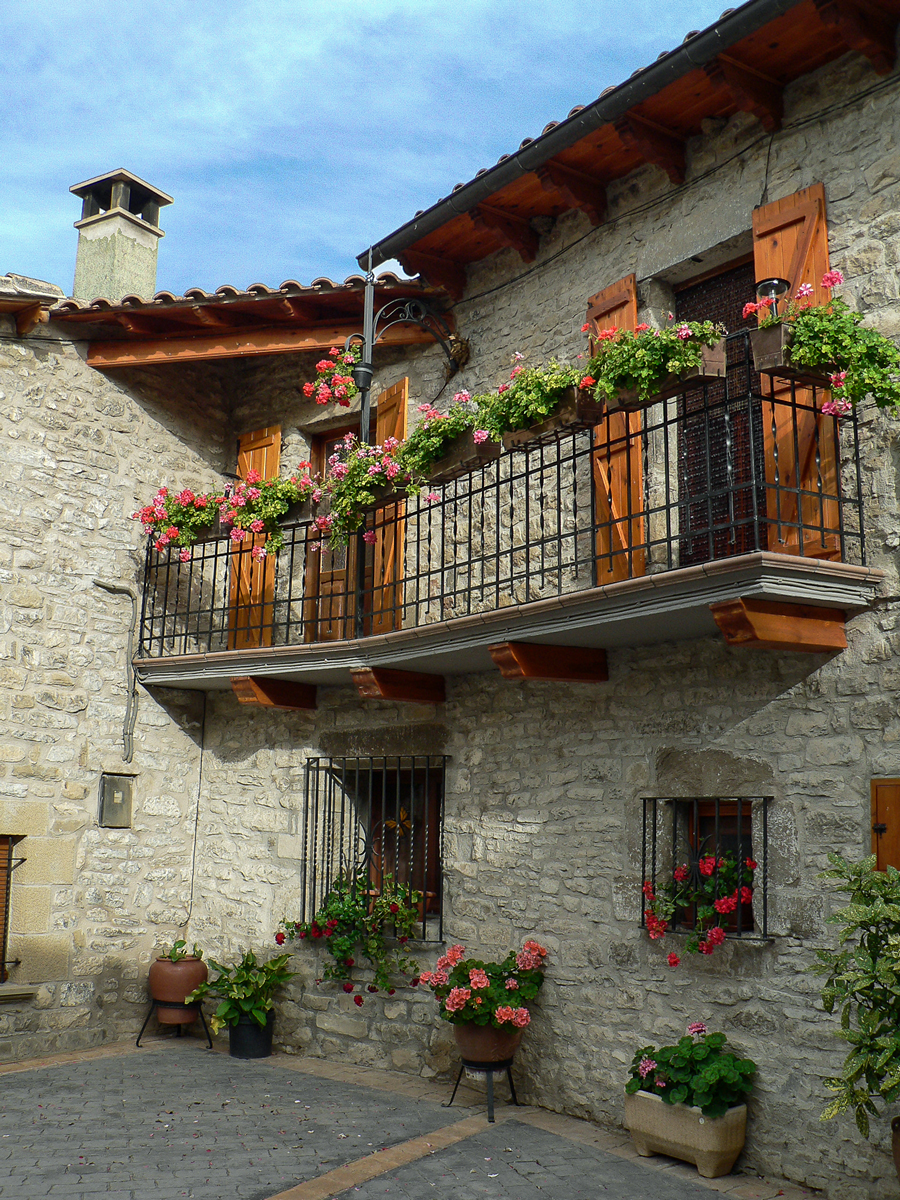

### Fiestas
- La Magdalena, 25 de mayo
- San Bartolomé, penúltimo fin de semana de agosto